# Wenden (Arizona)
Wenden es un lugar designado por el censo ubicado en el condado de La Paz en el estado estadounidense de Arizona. En el Censo de 2010 tenía una población de 728 habitantes y una densidad poblacional de 18,8 personas por km².

## Geografía
Wenden se encuentra ubicado en las coordenadas 33°49′57″N 113°32′36″O / 33.83250, -113.54333. Según la Oficina del Censo de los Estados Unidos, Wenden tiene una superficie total de 38.72 km², de la cual 38.72 km² corresponden a tierra firme y (0%) 0 km² es agua.

## Demografía
Según el censo de 2010, había 728 personas residiendo en Wenden. La densidad de población era de 18,8 hab./km². De los 728 habitantes, Wenden estaba compuesto por el 65.52% blancos, el 1.37% eran afroamericanos, el 3.71% eran amerindios, el 0.41% eran asiáticos, el 0% eran isleños del Pacífico, el 26.79% eran de otras razas y el 2.2% pertenecían a dos o más razas. Del total de la población el 55.22% eran hispanos o latinos de cualquier raza.